# Сабанета (Венесуэла)
Сабанета — город в Венесуэле, столица муниципалитета Альберто Арвело Торреальба, штат Баринас. Население - 2490 человек (1990 год). Является местом рождения бывшего президента Венесуэлы Уго Чавеса. Город был основан Хуаном де Альама в 1787 году. Основная промышленность — табачное, хлопковое и сахарное производство.